# Vaterpolo klub Koper 1958
Il Vaterpolo klub Koper 1958, in italiano Associazione pallanuoto Capodistria 1958, è la sezione pallanuotistica della società polisportiva slovena di Capodistria.

## Palmarès

### Trofei nazionali
- Campionato sloveno: 7

1993-1994, 1994-1995, 2007-2008, 2008-2009, 2009-2010, 2010-2011, 2018-2019